# 哭聲 (電影)
《哭聲》（韓語：곡성）是2016年上映的一部韓國懸疑片，由羅泓軫編劇及導演，郭度沅、黃晸玟、國村隼主演。

## 故事
在韩国某个偏远的山村，虽然这里生活并不富足，但长久以来安宁无忧，人们仿佛不知危险的逼近。在一個神祕的日本人（國村隼飾）搬來之後，陷入瘟疫壟罩的陰霾。直到某晚，村中突发杀人事件，彻底打破了这里的宁静。

## 演員

### 主要人物
- 郭度沅 飾演 全鍾久，警察。
- 黃晸玟 飾演 日光，巫師。
- 國村隼 飾演 日本人
- 千玗嬉 飾演 無名，神秘女子。
- 金煥熙 飾演 全孝珍

### 其他人物
- 許真 飾演 丈母
- 張少妍 飾演 夫人
- 金道允 飾演 楊二三
- 孫康國 飾演 吳成福
- 朴成妍 飾演 權明珠
- 吉昌奎 飾演 朴春裴
- 全培秀 飾演 德基
- 鄭米楠 飾演 興國
- 崔貴華 飾演 炳圭
- 金基天 飾演 派出所長
- 柳淳雄 饰演 警察局长
- 趙漢哲 飾演 刑警1
- 崔交植 饰演 警察
- 李龍女 飾演 长辈
- 文昌吉 飾演 皮膚科醫生
- 黃石正 飾演 雞販
- 李善熙 饰演 炳圭的妻子
- 李姃垠 飾演 德基的妻子
- 鄭道元 飾演 醫生
- 宋勋 饰演 记者

## 發行

### 上映
本片先行於2016年5月12日於韓國上映。但這部電影同時入選第69屆坎城影展非競賽單元，並於2016年5月18日放映，並於2016年5月27日在美國限定上映，然後於2016年6月3日全國上映。這部電影稍後在Netflix上發布，但此後它已從串流媒體服務中下架。本片已在 FandangoNow、Vudu、Hulu和Apple TV等其他串流媒體服務上發布。

### 反響
本片獲得了廣泛的好評。在評論網站爛番茄上，根據83條評論，新鮮度99%，平均評分為8/10。該網站的評論家一致認為，《哭聲》提供了一個大氣的、巧妙構建的神秘故事，其超自然的驚險刺激超過了其壯觀的長度。在另一知名評論網站Metacritic上，根據19位評論家評分，平均得分為81分（滿分100分），表示普遍好評。
- 《Vulture》的Jada Yuan將這部電影描述為“讓大多數美國電影看起來既笨拙又缺乏想像力的水平”。
- 《Little White Lies（英语：Little White Lies (magazine)）》的安東·比特爾評論道：“這個黑色村莊時而有趣又絕望，帶來了不確定性的恐怖”。
- 《芝加哥讀者報（英语：Chicago Reader）》的莉亞·皮克特表示“這部電影證明了其史詩般的時長，將古老的東亞神話和儀式（村神、薩滿的驅魔）與更容易識別的恐怖比喻（惡魔附身、殭屍化、由黑狗和公羊代表的惡魔和與之相結合的頭）以一種感覺新奇和不可預測的方式。演員們都強而有力......”。
- 《衛報》的菲爾·霍德寫道：“偽裝和自我偽裝的層層堆積得如此之厚，以至於羅泓軫不僅明顯觸及了關於邪惡本質的一些整體，而且實際上似乎正在將它召喚到你的眼前”。
- 《金融時報》的奈傑爾·安德魯斯寫道“非常瘋狂，非常韓國，非常長：156分鐘的謀殺、惡魔、驅魔和日夜顛簸的事情”。
- 《娛樂週刊》的克拉克·柯林斯將這部電影評分為B+，稱“儘管是史詩般的篇幅，但《哭聲》從不讓人厭煩，因為羅泓軫用慷慨的氣氛和實用性為他的故事鋪平了道路”。
- 《銀幕週刊（英语：Screen Daily）》的傑森·貝舍韋斯指出：“《哭聲》最初是一部驚悚片，超自然的場景也有助於提供類似於恐怖片的時刻，尤其是當一個陌生女人（千玗嬉飾）首次出現時。 但是，隨著影片逐漸變得更加險惡，羅泓軫對節奏的巧妙運用產生了不同的影響”。
- 《/Film（英语：/Film）》的雅各布·霍爾評論道：“現有的《哭聲》將傳統西部電影的結構完全燒毀。這就是為什麼這部電影如此出色，也是為什麼翻拍片看起來就如此奇怪”。
- 《Vox》的阿雅·羅曼諾給這部電影打了四分（滿分五分），並表示“《哭聲》是多年來最令人不安的韓國恐怖片，但它提供的寒意多於解答。”
- 《IndieWire》的大衛·埃利希表示，“《哭聲》擁有傳統恐怖電影的所有原則和比喻，但它並沒有將它們彎曲成定義好萊塢最近對該類型的貢獻的相同、令人窒息的結局。這部電影沒有用聲音來傳達一英里外的恐懼（沒有突發驚嚇……，好吧，也許有一個），它也不會圍繞單一的廉價刺激來構建場景。相反，這是真正的恐怖電影製作，旨在像病毒一樣對您起作用，慢慢削弱您的防禦能力，以便它可以建立並造成一些真正的傷害。 本片有一種美國主流恐怖片所缺少的鬆散感，一種感覺接下來任何事情都可能發生（而且總是發生）”。

2023年8月，爛番茄將本片列名為「100部最佳2010年代恐怖片」排行榜第2名。

## 獎項
| 年度 | 大獎                       | 獎項           | 入圍者       | 結果 |
| ---- | -------------------------- | -------------- | ------------ | ---- |
| 2016 | 第53屆大鐘獎               | 最佳作品       | 《哭聲》     | 提名 |
| 2016 | 第53屆大鐘獎               | 最佳導演       | 羅泓軫       | 提名 |
| 2016 | 第53屆大鐘獎               | 最佳男主角     | 郭度沅       | 提名 |
| 2016 | 第53屆大鐘獎               | 最佳男配角     | 黃晸玟       | 提名 |
| 2016 | 第53屆大鐘獎               | 最佳女配角     | 千玗嬉       | 提名 |
| 2016 | 第53屆大鐘獎               | 最佳新人女演員 | 金焕熙       | 獲獎 |
| 2016 | 第53屆大鐘獎               | 最佳企劃       | 《哭聲》     | 提名 |
| 2016 | 第53屆大鐘獎               | 最佳攝影       | 《哭聲》     | 獲獎 |
| 2016 | 第53屆大鐘獎               | 最佳剪輯       | 《哭聲》     | 獲獎 |
| 2016 | 第53屆大鐘獎               | 最佳劇本       | 《哭聲》     | 獲獎 |
| 2016 | 第53屆大鐘獎               | 最佳燈光       | 《哭聲》     | 獲獎 |
| 2016 | 第53屆大鐘獎               | 最佳美術       | 《哭聲》     | 提名 |
| 2016 | 第53屆大鐘獎               | 最佳音樂       | 《哭聲》     | 提名 |
| 2016 | 第53屆大鐘獎               | 最佳錄音       | 《哭聲》     | 獲獎 |
| 2016 | 第53屆大鐘獎               | 最佳技術       | 《哭聲》     | 提名 |
| 2016 | 第37屆青龍電影獎           | 最佳作品       | 《哭聲》     | 提名 |
| 2016 | 第37屆青龍電影獎           | 最佳導演       | 羅泓軫       | 獲獎 |
| 2016 | 第37屆青龍電影獎           | 最佳男主演     | 郭度沅       | 提名 |
| 2016 | 第37屆青龍電影獎           | 最佳男配角     | 國村隼       | 獲獎 |
| 2016 | 第37屆青龍電影獎           | 最佳女配角     | 千玗嬉       | 提名 |
| 2016 | 第37屆青龍電影獎           | 最佳新人女演員 | 金焕熙       | 提名 |
| 2016 | 第37屆青龍電影獎           | 最佳攝影       | 《哭聲》     | 提名 |
| 2016 | 第37屆青龍電影獎           | 最佳剪輯       | 《哭聲》     | 獲獎 |
| 2016 | 第37屆青龍電影獎           | 最佳劇本       | 《哭聲》     | 提名 |
| 2016 | 第37屆青龍電影獎           | 最佳美術       | 《哭聲》     | 提名 |
| 2016 | 第37屆青龍電影獎           | 最佳音樂       | 《哭聲》     | 獲獎 |
| 2017 | 第11屆亞洲電影大獎         | 最佳電影       |              | 提名 |
| 2017 | 第11屆亞洲電影大獎         | 最佳導演       | 羅泓軫       | 獲獎 |
| 2017 | 第11屆亞洲電影大獎         | 最佳男配角     | 國村隼       | 提名 |
| 2017 | 第11屆亞洲電影大獎         | 最佳音響       | Park Yong-ki | 提名 |
| 2017 | 第53屆百想藝術大賞電影部門 | 作品賞         | 《哭聲》     | 獲獎 |

## 外部連結
- NAVER上《哭聲》的資料
- 韩国电影数据库（KMDb）上《哭聲》的資料
- 互联网电影数据库（IMDb）上《哭聲》的资料（英文）
- 豆瓣电影上《哭聲》的資料 （简体中文）
- Box Office Mojo上《哭聲》的資料（英文）
- 爛番茄上《哭聲》的資料（英文）